# فهرست همسران سران کشورهای اتحاد جماهیر شوروی
همسران سران کشورها هیچگونه وظیفه رسمی ندارند و هیچ گونه حقوقی دریافت نمی‌کنند. با این وجود ، آنها در بسیاری از مراسم رسمی و توابع دولت یا همراه یا به جای رئیس دولت شرکت می کردند.

## فهرست همسران
|     | تصویر | نام همسر           | رئیس دولت        | رئیس دولت                     |
| --- | ----- | ------------------ | ---------------- | ----------------------------- |
| ۱.  |       | اکاترینا کالینینا  | میخائیل کالینین  | ۳۰ دسامبر ۱۹۲۲ – ۱۹ مارس ۱۹۴۶ |
| ۲.  |       | ماریا شوورنیک      | نیکولای شوورنیک  | ۱۹ مارس ۱۹۴۶ – ۶ مارس ۱۹۵۳    |
| ۳.  |       | اکاترینا وروشیلوا  | کلیمنت وروشیلوف  | ۱۵ مارس ۱۹۵۳ – ۷ مه ۱۹۶۰      |
| ۴.  |       | ویکتوریا برژنوا    | لئونید برژنف     | ۷ مه ۱۹۶۰ – ۱۵ ژوئیه ۱۹۶۴     |
| ۵.  |       | آشخن میکوئیان      | آناستاس میکوئیان | ۱۵ ژوئیه ۱۹۶۴ – ۹ دسامبر ۱۹۶۵ |
| ۶.  |       | ناتالیا پودگورنایا | نیکلای پادگورنی  | ۹ دسامبر ۱۹۶۵ – ۱۶ ژوئن ۱۹۷۷  |
| ۷.  |       | ویکتوریا برژنوا    | لئونید برژنف     | ۱۶ ژوئن ۱۹۷۷ – ۱۰ نوامبر ۱۹۸۲ |
| ۸.  |       | تاتیانا آندروپووا  | یوری آندروپوف    | ۱۶ ژوئن ۱۹۸۳ – ۹ فوریه ۱۹۸۴   |
| ۹.  |       | آنا چرننکو         | کنستانتین چرننکو | ۱۱ آوریل ۱۹۸۴ – ۱۰ مارس ۱۹۸۵  |
| ۱۰. |       | لیدیا گرومیکو      | آندری گرومیکو    | ۲۷ ژوئیه ۱۹۸۵ – ۱ اکتبر ۱۹۸۸  |
| ۱۱. |       | رائیسا گورباچوا    | میخائیل گورباچف  | ۱ اکتبر ۱۹۸۸ – ۲۵ دسامبر ۱۹۹۱ |